# Atractocerus gracilicornis
Atractocerus gracilicornis is een keversoort uit de familie Lymexylidae. De wetenschappelijke naam van de soort is voor het eerst geldig gepubliceerd in 1914 door Schenkling.